# Thuya de Chine
Pour les articles homonymes, voir Biota (homonymie).
Platycladus orientalis
Espèce
Classification phylogénétique
Statut de conservation UICN

 NT  : Quasi menacé
Le Thuya de Chine, ou Thuya d'Orient, Biota d'Orient ou Arbre de Vie (Platycladus orientalis), est une espèce de conifères de la famille des Cupressacées.
Son surnom d'« arbre de vie » lui a été donné par les bouddhistes chinois pour sa longévité et sa vitalité.

## Répartition
Originaire de Chine mais naturalisé de l'Iran jusqu'au Japon. Probablement introduit par Engelbert Kaempfer en 1690 (graines semées au jardin botanique de Leyde).

## Synonymes
- Thuja orientalis
- Biota orientalis (L.) Endl.

## Description

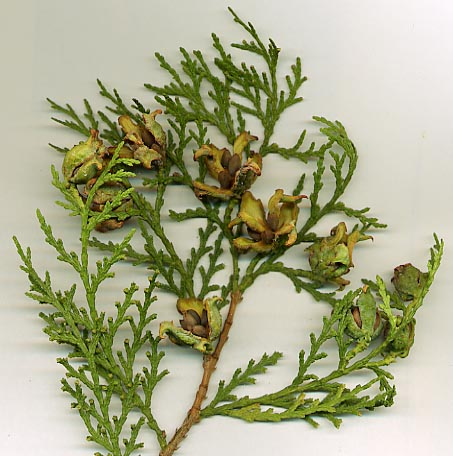
Feuilles et cônes.

Le Thuya de Chine est un arbre à croissance lente ne dépassant pas 12 à 20 m de hauteur et 0,5 m de diamètre du tronc (exceptionnellement 30 m de haut et 2 m de diamètre pour les très vieux arbres). Il présente une belle forme colonnaire conique avec des ramifications étalées.
Le feuillage plat est persistant.
Les cônes mesurent 15 à 25 mm de long, vert à brun. Mature en 8 mois à compter de la pollinisation. Les graines sont sans ailes, ce qui les différencie du Thuya, et mesurent 4-6 mm de long.

## Utilisation
Résistant à la sécheresse, il est très souvent employé comme arbre d'ornement et pour réaliser des haies car il supporte très bien toutes les tailles.
Il existe des variétés naines (nana) qui peuvent être cultivés en bac ou traitées en bonsaï.
Son bois est utilisé dans les temples bouddhistes, tant pour les travaux de construction que pour en faire de l'encens.

## Huile essentielle
Ses rameaux et ses feuilles contiennent 0,12 % d'huile essentielle contenant du pinène et probablement du caryophyllène. Les racines contiennent jusqu'à 2,75 % d'essence.